# 2 de enero
El 2 de enero es el 2.º (segundo) día del año en el calendario gregoriano. Quedan 363 días para finalizar el año y 364 en los años bisiestos.

## Acontecimientos
- 40: según una tradición cristiana la Virgen vino en carne mortal a Caesaraugusta (Zaragoza) a ver a Santiago cuando aún vivía en Jerusalén.
- 366: los alamanes cruzan el congelado río Rin en masa e invaden el Imperio romano.
- 533: Juan II es proclamado papa.

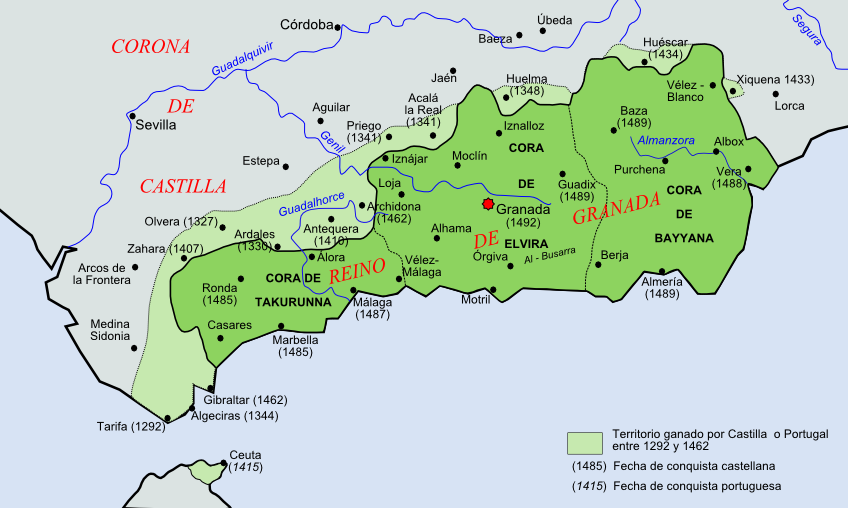
Reino nazarí de Granada.

- 1492: en España, el Reino nazarí de Granada se rinde ante el ejército de Fernando e Isabel, posteriormente los Reyes Católicos, poniendo fin a la Reconquista.
- 1553: en Lima (Virreinato del Perú) comienza a funcionar la Universidad de San Marcos en el Convento de Santo Domingo.
- 1762: Inglaterra declara la guerra a España, temerosa del Pacto de Familia entre los Borbones franceses y españoles.
- 1777: cerca a Trenton (Nueva Jersey) ―en el marco de la Guerra de Independencia de los Estados Unidos― las fuerzas estadounidenses al mando de George Washington repelen un ataque británico en la batalla de Assunpink Creek.
- 1788: Georgia se convierte en el cuarto estado de los Estados Unidos en ratificar su Constitución.
- 1791: en Lima (Perú) se publica el primer número del periódico Mercurio.
- 1791: en Ohio, Estados Unidos, tiene lugar la Masacre de Big Bottom, perpetrada por indígenas norteamericanos.
- 1793: en Austria, se estrena póstumamente el Réquiem (KV 626) de Wolfgang Amadeus Mozart, fallecido en 1791.
- 1814: la Asamblea Nacional de Venezuela otorga a Simón Bolívar los poderes absolutos.
- 1829: el gobierno mexicano decreta la expulsión de los españoles residentes en el país.
- 1833: Gran Bretaña se apodera de las islas Malvinas con la entrada de la corbeta Clío en Puerto Soledad, expulsando a la administración argentina.

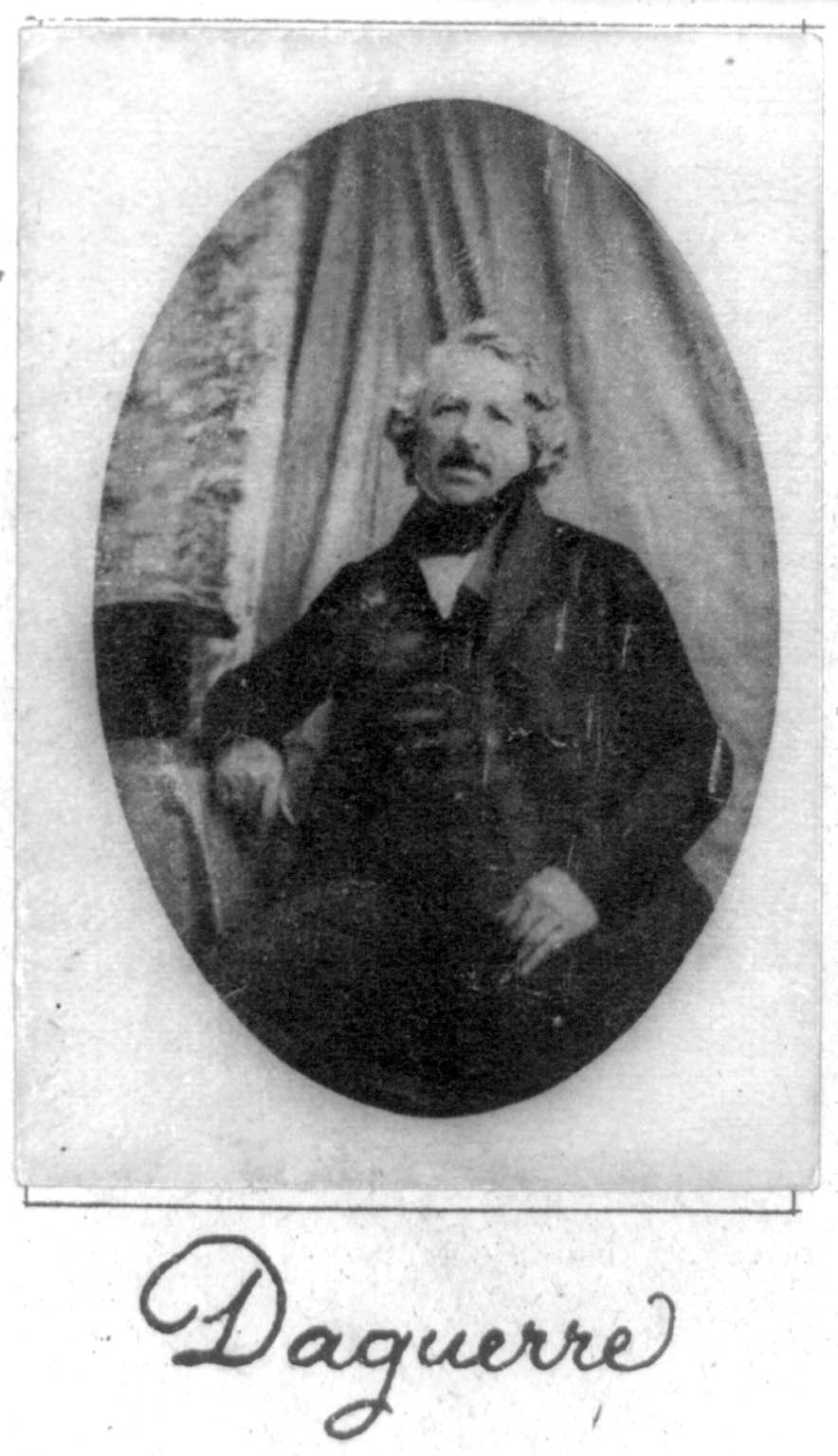
Louis Daguerre.

- 1839: en Francia, el inventor Louis Daguerre toma la primera fotografía de la Luna.
- 1860: en España, sale a la venta el primer ejemplar del periódico El Pensamiento Español.
- 1866: el gobierno español ordena cerrar las cátedras del Ateneo.
- 1870: en Francia, la dictadura ejercida por Napoleón III se convierte en monarquía constitucional.
- 1871: en España, el rey Amadeo de Saboya jura solemnemente la Constitución.
- 1871: En la Ciudad de México, muere doña Margarita Maza de Juárez, primera dama de México entre 1858 y 1871 por su matrimonio con el presidente Benito Juárez.
- 1874: en España, el presidente español Emilio Castelar pierde la confianza del Parlamento y presenta su dimisión.
- 1886: Francia establece su protectorado en Madagascar.
- 1890: en La Plata (provincia de Buenos Aires, Argentina), Joaquín V. González crea la Universidad Nacional de La Plata.
- 1902: en Cuba, Tomás Estrada Palma es elegido presidente.
- 1902: en la Ciudad de México, el presidente Porfirio Díaz coloca la primera piedra del Monumento a la Independencia.
- 1903: el gobierno búlgaro denuncia el tratado comercial que le une al Imperio austrohúngaro.
- 1905: Port Arthur cae en poder de los japoneses.
- 1908: en las provincias de Barcelona y Gerona (España) se suspenden las garantías constitucionales a causa de una ola de terrorismo.
- 1912: en Alemania, se inaugura el nuevo alumbrado público de gas de neón.
- 1913: el Imperio otomano renuncia a sus territorios europeos, con excepción de los estrechos, y propone la independencia de Albania.
- 1914: en España, el rey Alfonso XIII disuelve el Congreso.
- 1915: en México, Venustiano Carranza expide la Ley del Divorcio.
- 1918: un incendio en el Palacio Real de La Granja de San Ildefonso (Segovia) destruye numerosas obras de arte.
- 1919: en Polonia, el Gobierno de Józef Piłsudski ordena fusilar a los médicos y enfermeras civiles de la misión de la Cruz Roja soviética.[1]
- 1919: el ejército checoslovaco toma la ciudad de Bratislava.
- 1920: en Villa de María, al norte de la provincia de Córdoba (Argentina), se registra la temperatura máxima en la historia de ese país: 49,1 °C.[2]
- 1921: en Brasil se funda Cruzeiro Esporte Clube, uno de sus clubes de fútbol más importantes.
- 1922: en Chile el Partido Obrero Socialista se afilia a la Internacional Comunista y se transforma en el Partido Comunista.
- 1922: Crimea se independiza de la Unión Soviética.
- 1923: en París, Inglaterra y Francia no llegan a ningún acuerdo en la Conferencia de Reparaciones.
- 1926: en España, se emiten diarios hablados por primera vez a través de la radio, llamados La palabra.
- 1927: La policía sofoca un motín de reos en una cárcel de Tampico, Tamaulipas, México.
- 1928: Comienza a conmemorarse, en Tampico, Tamaulipas, México, el Día del Policía, que terminará por convertirse en Día Internacional del Policía.
- 1930: en China, Jiang Jieshi asume la jefatura del poder civil.
- 1931: en Panamá, el movimiento nacionalista de derechas Acción Comunal Patriótica destituye al presidente Florencio Harmodio Arosemena mediante un golpe de Estado.
- 1931: José María Reina Andrade asumió la presidencia de Guatemala
- 1932: Boca Juniors de Argentina se consagró campeón del Campeonato de Primera División de 1931, que fue el primer torneo profesional del fútbol argentino.
- 1937: En el contexto de la guerra civil española, la aviación republicana bombardea Córdoba en un intento de debilitar la retaguardia del bando sublevado.
- 1937: Italia y Gran Bretaña llegan a un acuerdo sobre el mantenimiento del statu quo en el Mediterráneo.
- 1938: En el marco de la guerra civil española, los republicanos vuelan el Puente de Hierro de Teruel sobre el río Turia en su retirada de la ciudad.
- 1941: Cardiff (Gales) ―en el marco de la Segunda Guerra Mundial― un bombardeo alemán daña gravemente la Catedral de Llandaff.
- 1942: los japoneses entran en Manila, en el marco de la Segunda Guerra Mundial.
- 1944: en Saida (Nueva Guinea), desembarcan tropas de Estados Unidos.
- 1945: aviones estadounidenses atacan Taiwán y Okinawa.
- 1946: en la plaza principal de León (México), el Gobierno asesina civiles que reclaman democracia.
- 1949: en Puerto Rico, Luis Muñoz Marín se convierte en el primer gobernador elegido democráticamente.
- 1952: la República Democrática Alemana se niega a que una comisión de la ONU prepare la organización de elecciones libres en su territorio.
- 1955: en Panamá asesinan al presidente José Antonio Remon Cantera.
- 1958: en Venezuela, el gobierno anuncia la rendición de los sublevados en Maracay.
- 1959: en Cuba, Fidel Castro se hace con el poder y Manuel Urrutia es nombrado presidente por el Movimiento 26 de julio.
- 1959: la Unión Soviética lanza la sonda Luna 1, primer artefacto mandado a la Luna.
- 1960: en la aldea Oodnadatta, en el desierto de Simpson (Australia) se registra la temperatura más alta en la Historia de ese país, y de toda Oceanía: 50,7 °C (123,3 °F).
- 1961: en la Unión Soviética se pone en circulación el nuevo rublo.
- 1961: en La Habana, Fidel Castro plantea a la Oficina de Intereses de los Estados Unidos en Cuba que debe reducir su personal de más de 200 funcionarios a solo 11 (similar al requisito de número de funcionarios que el Gobierno de Estados Unidos permitirá en la Oficina de Intereses de la República de Cuba en Washington D. C.).
- 1963: en Shanghái, se consigue con éxito la reimplantación de una mano.
- 1965: en Pakistán, Ayub Khan es elegido presidente.
- 1968: en el hospital Groote-Schuur de Ciudad del Cabo (Sudáfrica), el doctor Christian Barnard realiza su segundo trasplante cardiaco.
- 1969: en la región del Alto Tacutu-Alto Esequibo de Guyana, inicia la Rebelión de Rupununi. Fue contenido 3 días después por el ejército de Guyana.
- 1971: en Gran Bretaña, mueren 66 personas en el partido de fútbol entre el Rangers y el Celtic (segundo Desastre de Ibrox).
- 1973: en París se reanudan las conversaciones sobre Vietnam.
- 1974: en EE. UU., el presidente Richard Nixon firma la ley de velocidad máxima en 55 millas por hora a fin de conservar gasolina mientras dure el embargo de la OPEP.
- 1979: en el País Vasco, la banda terrorista ETA asesina a un comandante del ejército y a un cabo de la policía armada.
- 1979: Ola de frío en Europa, con temperaturas de 45 grados bajo cero en Moscú.
- 1981: La policía británica detiene en Sheffield a Peter William Sutcliffe, el destripador de Yorkshire, acusado de haber asesinado a trece mujeres.
- 1984: Disturbios en Túnez tras la subida del precio del pan en un 100 %.
- 1984: en el Golfo Pérsico la Armada iraquí ataca y destruye cinco barcos iraníes.
- 1986: en Nicaragua se decreta el cierre de la emisora Radio Católica por negarse a transmitir el día anterior el mensaje dirigido al país por el presidente Daniel Ortega.
- 1986: el gobierno italiano autoriza la construcción de un puente entre Sicilia y la península a través del estrecho de Mesina.
- 1990: el presidente del Estado checoslovaco, Vaclav Havel visita Berlín Oriental y Múnich.
- 1992: entra en vigor, con un año de antelación, la libre circulación de trabajadores españoles en la Comunidad Económica Europea (actual Unión Europea).
- 1993: en Ginebra (Suiza) se reúnen las tres partes en conflicto en Bosnia-Herzegovina.
- 1994: en México se libra la batalla de Ocosingo durante el levantamiento zapatista.
- 1998: en Rusia se comienzan a difundir nuevos rublos para contener la inflación y promover la confianza.
- 1998: en México, el presidente Ernesto Zedillo destituye al secretario de Gobernación, Emilio Chuayffet, como responsable de la matanza de Chiapas del 22 de diciembre de 1997.
- 2001: en El Salvador, el gobierno de Francisco Flores decide adoptar el dólar estadounidense como moneda nacional.
- 2002: en Argentina, Eduardo Duhalde asume como presidente provisional en medio de una crisis gravísima.
- 2003: en París (Francia), la policía aborta un plan de fuga de presos de ETA en la prisión de La Santé.
- 2004: en España se hermanan las ciudades de Oviedo y Torrevieja (Alicante).
- 2006: En la Ciudad de México, la señal del canal de televisión Azteca Trece, hoy Azteca Uno, TV Azteca da inicio a un nuevo programa matutino: Venga la alegría, el cual sustituye a su predecesor Cada Mañana
- 2009: en Puerto Rico, Luis Fortuño juramenta como noveno gobernador.
- 2010: en Pasto (Colombia) el volcán Galeras entra en erupción a las 19:43 (hora local). Esto ocurre en pleno inicio del carnaval de esta ciudad.
- 2011: en España, entra en vigor la Nueva Ley Antitabaco, que prohíbe fumar en cualquier espacio público cerrado y en las inmediaciones de hospitales y Parques infantiles.
- 2018: en Perú, un bus cayó a un abismo en el serpentín de Pasamayo, dejando 52 muertos.
- 2024: En el aeropuerto de Haneda se produce la colisión entre el vuelo 516 de Japan Airlines y un avión de la guardia costera de Japón, dejando 5 muertos y 12 heridos.

## Nacimientos
- 876: Toda Aznárez de Pamplona, reina consorte de Pamplona (f. 958).
- 1566: Luisa Carvajal y Mendoza, poetisa mística española (f. 1614).
- 1642: Mehmed IV, sultán otomano entre 1648 y 1687 (f. 1693).
- 1699: Osman III, sultán otomano entre 1754 y 1757 (f. 1757).
- 1727: James Wolfe, militar británico (f. 1759).
- 1758: Juan José Paso, político argentino, secretario de la Primera Junta (f. 1833).
- 1765: Richard Westall, pintor británico (f. 1836).
- 1767: Bashir Shihab II, emir libanés (f. 1850).
- 1777: Christian Daniel Rauch, escultor alemán (f. 1857).
- 1815: Isidoro de María, historiador y periodista uruguayo (f. 1906).
- 1822: Rudolf Clausius, físico alemán (f. 1888).

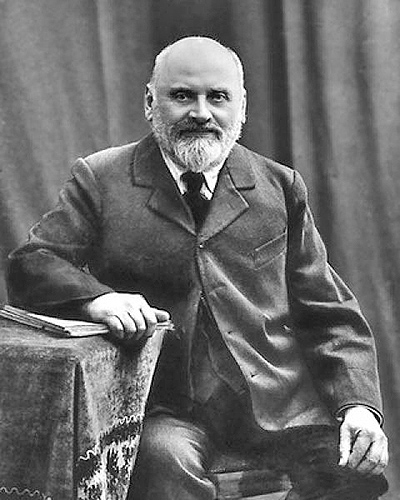
Mili Balákirev.

- 1837: Mili Balákirev, compositor ruso (f. 1910).
- 1867: Isidoro Acevedo, comunista español (f. 1952).
- 1870: Ernst Barlach, escultor alemán (f. 1938).
- 1873: Teresa de Lisieux, monja carmelita y santa católica francesa (f. 1897).
- 1873: Anton Pannekoek, astrónomo, revolucionario y teórico comunista neerlandés (f. 1960).
- 1884: Oscar Micheaux, cineasta estadounidense (f. 1951).
- 1886: Florence Lawrence, inventora y actriz canadiense (f. 1938).
- 1886: Lupu Pick, cineasta alemán (f. 1931).
- 1886: Apsley Cherry-Garrard, explorador británico (f. 1959).
- 1886: Elise Ottesen-Jensen, pedagoga, feminista y anarquista sueco-noruega (f. 1973).
- 1888: Elisa Griensen, patriota mexicana (f. 1972).
- 1895: conde Folke Bernadotte, diplomático sueco (f. 1948).
- 1896: Dziga Vertov, cineasta ruso (f. 1954).
- 1897: Jorge Larco, pintor acuarelista y escenógrafo argentino (f. 1967).
- 1903: Kane Tanaka, supercentenaria japonesa fallecida a los 119 años (f. 2022).
- 1905: Michael Tippett, compositor británico (f. 1998).
- 1909: Barry Goldwater, político estadounidense (f. 1998).
- 1911: Javier Pulgar Vidal, geógrafo, filósofo e historiador peruano (f. 2003).
- 1913: Anna Lee, actriz británica (f. 2004).
- 1916: Josefina Manresa, esposa y musa del poeta español Miguel Hernández (f. 1987).
- 1920: Isaac Asimov, científico y escritor estadounidense (f. 1992).
- 1920: George Herbig, astrónomo estadounidense (f. 2013).
- 1922: María Fux, bailarina, coreógrafa y danzaterapeuta argentina (f. 2023).
- 1923: Israel Cavazos Garza, historiador mexicano (f. 2016)
- 1928: Daisaku Ikeda, poeta, escritor y filósofo japonés.
- 1928: Tamio Ōki, actor, seiyū y narrador japonés (f. 2017).
- 1929: Chacho Muller, compositor e intérprete folclórico argentino (f. 2000).
- 1929: Abelardo Vásquez, músico peruano (f. 2001).
- 1931: Toshiki Kaifu, político y primer ministro japonés entre 1989 y 1991 (f. 2022).
- 1931: Constantino Kochifas, armador y empresario chileno (f. 2010).
- 1932: Edward Malefakis, historiador e hispanista estadounidense (f. 2016).
- 1932: Hugo Argüelles, dramaturgo mexicano (f. 2003).
- 1934: Víctor García de la Concha, filólogo español.
- 1937: Sergio Giral, director de cine cubano.
- 1938: Pablo Jaramillo, es un ceramista, dibujante y académico colombiano.
- 1938: David Bailey, fotógrafo británico.
- 1938: Ian Brady, asesino en serie británico (f. 2017).
- 1938: Norman Briski, actor argentino.
- 1939: Parmenio Medina, periodista y locutor radiofónico colombiano (f. 2001).
- 1940: Saud bin Faisal bin Abdulaziz Al Saud, diplomático y político saudí (f. 2015).
- 1942: Manuel Gutiérrez Aragón, cineasta español.
- 1942: Dennis Hastert, político estadounidense.
- 1943: Emilio Disi, actor cómico argentino (f. 2018).
- 1943: Macario Matus, poeta y periodista mexicano (f. 2009).
- 1943: Janet Akyüz Mattei, astrónoma turca estadounidense (f. 2004).
- 1944: Norodom Ranariddh, político camboyano (f. 2021).
- 1944: Jorge Cao, actor cubano nacionalizado colombiano.
- 1945: Linda Peretz, actriz argentina.
- 1947: Elsa Baeza, cantante cubana.
- 1948: Muse Bihi Abdi, político somalí, Presidente de Somalilandia desde 2017.
- 1950: Daniel Irigoyen, músico argentino de rock.
- 1951: Elvia Andreoli, actriz argentina de cine y televisión (f. 2020).
- 1952: José Manuel Zamacona, cantante mexicano, vocalista y fundador del grupo Los Yonic's (f. 2021).
- 1953: Paola (Fabiola Maldonado), cantante de baladas colombiana.
- 1956: Andrés Chadwick, abogado y político chileno.
- 1958: Colomán Trabado, atleta español.
- 1959: David Villalpando, actor, comediante y escritor mexicano.
- 1959: Cristina, cantante y escritora estadounidense (f. 2020).
- 1960: José Antonio Álvarez Álvarez, economista español.
- 1961: Gabrielle Carteris, actriz estadounidense.
- 1961: Todd Haynes, cineasta estadounidense.
- 1962: Carmelo Gómez, actor español.
- 1962: Iván Palazzese, piloto italo-venezolano (f. 1989).
- 1964: Pernell Whitaker, boxeador estadounidense.
- 1967: Tia Carrere, actriz estadounidense.
- 1968: Cuba Gooding, Jr., actor estadounidense.
- 1968: Anky van Grunsven, amazona neerlandesa.
- 1969: Christy Turlington, modelo estadounidense.
- 1969: Robby Gordon, piloto estadounidense.
- 1969: Tommy Morrison, boxeador estadounidense (f. 2013).
- 1970: Sanda Ladoşi, cantante rumana.
- 1971: Taye Diggs, actor estadounidense.
- 1972: Roger Beuchat, ciclista suizo.
- 1972: Egil Østenstad, futbolista noruego.
- 1973: Víctor Javier Müller, futbolista argentino.
- 1974: Tomáš Řepka, futbolista checo.
- 1974: Jason de Vos, futbolista canadiense.
- 1974: Ludmila Formanová, atleta checa.
- 1974: Jean Nuttli, ciclista suizo.
- 1975: Beate Zschäpe, ultraderechista alemana.
- 1975: Douglas Robb, cantante estadounidense, vocalista de la banda Hoobastank.
- 1975: Dax Shepard, actor estadounidense.
- 1975: Vladislav Vashchuk, futbolista ucraniano.
- 1975: Oleksandr Shovkovskiy, futbolista ucraniano.
- 1975: Emmanuel Horvilleur, cantante argentino.
- 1976: Paz Vega, actriz española.
- 1976: Nicolas Goussé, futbolista francés.
- 1976: Sakesan Pituratana, futbolista tailandés.
- 1977: David Martín Lozano, waterpolista español.
- 1977: Benjamin Nivet, futbolista francés.
- 1978: Yevgueni Levchenko, futbolista ucraniano.
- 1978: Davit Mujiri, futbolista georgiano.
- 1978: Gina Varela, actriz y conductora mexicana.
- 1979: Jonathan Greening, futbolista inglés.
- 1979: Alessandro Cittadini, baloncestista italiano.
- 1980: Rebekah Teasdale, modelo y periodista británica.
- 1981: Kirk Hinrich, baloncestista estadounidense.
- 1981: Juan Pinilla, cantaor flamenco.
- 1981: Maxi Rodríguez, futbolista argentino.
- 1981: Hanno Balitsch, futbolista alemán.
- 1981: Alexander Kozlov, político ruso.
- 1982: Dustin Clare, actor australiano.
- 1982: Juan Sebastián Calero, actor colombiano.
- 1983: Kate Bosworth, actriz estadounidense.
- 1983: Anthony Carrigan, actor estadounidense.
- 1984: Robert Helenius, boxeador finlandés.
- 1984: Miguel Palencia, futbolista español.
- 1985: Heather O'Reilly, futbolista estadounidense.
- 1985: Marcus Sahlman, futbolista sueco.
- 1985: Jessica Schultz, jugadora de curling estadounidense.
- 1986: Per Karlsson, futbolista sueco.
- 1986: Michael Jakobsen, futbolista danés.
- 1986: Andrew Dykstra, futbolista estadounidense.
- 1987: Shelley Hennig, actriz y modelo estadounidense.
- 1988: Sebastián Britos, futbolista uruguayo
- 1988: Satomi Akesaka, actriz, seiyū y cantante japonesa.
- 1988: Germán Cano, futbolista argentino.
- 1989: Fozil Musaev, futbolista uzbeko.
- 1989: Chris Hussey, futbolista inglés.
- 1991: Harry Forrester, futbolista inglés.
- 1991: Davide Santon, futbolista italiano.
- 1991: Katrin Loo, futbolista estonia.
- 1992: Bárbara Muñoz Bustamante, futbolista chilena.
- 1992: Viktor Claesson, futbolista sueco.
- 1993: Jonna Andersson, futbolista sueca.
- 1995: Renata Notni, actriz y modelo mexicana.
- 1995: Antonio José, cantante español.
- 1996: Andrea de Alba, actriz y cantante mexicana.
- 1996: Opoku Ampomah, futbolista ghanés.
- 1996: Kamil Małecki, ciclista polaco.
- 1996: Rasmus Bøgh Wallin, ciclista danés.
- 1996: Jonah Bolden, baloncestista australiano.
- 1996: Gustavo Ferrareis, futbolista brasileño.
- 1996: Jules Lapierre, esquiador de fondo francés.
- 1996: Laila Youssifou, remera neerlandesa.
- 1996: Cristina Martínez, ciclista española.
- 1996: Stefano Meier, actor peruano.
- 1996: Lourency do Nascimento Rodrigues, futbolista brasileño.
- 1996: Jakub Słomiński, boxeador polaco.
- 1996: Ernesto Trinidad, futbolista dominicano.
- 1996: Claudio Villagra, futbolista argentino.
- 1997: Carlos Soler, futbolista español.
- 1997: Gijs Blom, actor neerlandés.
- 1997: David Kampman, remero neerlandés.
- 1997: Patrick Pentz, futbolista austriaco.
- 1997: Melis Sezen, actriz turca.
- 1997: Alan Barrionuevo, futbolista mexicano.
- 1998: Christell, cantante chilena.
- 1998: Manu García Alonso, futbolista español.
- 1998: Timothy Fosu-Mensah, futbolista neerlandés.
- 1998: Valeria Morales Delgado, modelo colombiana
- 1999: Fernando Tatís Jr., beisbolista dominicano.
- 1999: Luis Coordes, futbolista dominicano.
- 1999: Georgios Kalaitzakis, baloncestista griego.
- 1999: Vicente Esquerdo, futbolista español.
- 1999: Aaron Wiggins, baloncestista estadounidense.
- 1999: Facundo Zabala, futbolista argentino.
- 1999: Alegna González, atleta mexicana.
- 1999: Lisa Oed, atleta alemana.
- 1999: Khalifah Al-Dawsari, futbolista saudí.
- 2000: Diego Luna, futbolista venezolano.
- 2000: Iván Cobo, ciclista español.
- 2000: Rodrigo Conceição, futbolista portugués.
- 2000: Zhang Shuxian, jugadora de bádminton china.
- 2003: Adrien Boichis, ciclista francés.
- 2003: CJ Egan-Riley, futbolista británico.
- 2003: Kai Meriluoto, futbolista finlandés.
- 2005: Jone Amezaga, futbolista española.
- 2006: Nathalie Armbruster, esquiadora alemana.
- 2006: Claudio Echeverri, futbolista argentino.

## Fallecimientos
- 1169: Bertrand de Blanchefort, gran maestre de la Orden del Temple (n. 1109).
- 1557: Pontormo, pintor italiano (n. 1494).
- 1614: Luisa Carvajal y Mendoza, poetisa mística española (n. 1566).
- 1726: Domenico Zipoli, compositor barroco italiano (n. 1688).
- 1792: Pedro López de Lerena, político español (n. 1734).
- 1819: María Luisa de Parma, reina española (n. 1751).
- 1850: Manuel de la Peña y Peña, político mexicano (n. 1789).
- 1861: Federico Guillermo IV, rey prusiano (n. 1795).
- 1861: Fernando de Borbón y Braganza, noble español (n. 1824).
- 1865: Leandro Gómez, militar uruguayo (n. 1811).
- 1868: Marcos Paz, vicepresidente conservador argentino (n. 1813).
- 1868: Giuseppe Frassinetti, religioso y santo italiano (n. 1804).
- 1871: Margarita Maza, esposa del presidente mexicano Benito Juárez (n. 1826).
- 1889: Bartolomé Calvo, presidente colombiano (n. 1815).
- 1890: Julián Gayarre, tenor español (n. 1844).
- 1890: Marie-Anne Blondin, religiosa canadiense (n. 1809).
- 1893: John Obadiah Westwood, entomólogo británico (n. 1805).
- 1904: James Longstreet, general confederado estadounidense (n. 1821).
- 1913: Léon Teisserenc de Bort, meteorólogo francés (n. 1855).
- 1914: Fidel García Berlanga, abogado y político español (n. 1859).
- 1916: Félix Sardá y Salvany, religioso y escritor español (n. 1841).
- 1917: Edward Burnett Tylor, antropólogo británico (n. 1832).
- 1922: Gastón Eugène Marie Bonnier, botánico francés (n. 1853).
- 1939: Roman Dmowski, político polaco (n. 1864).
- 1948: Augustin Chaboseau, historiador y publicista francés (n. 1868).
- 1948: Vicente Huidobro, poeta chileno (n. 1893).
- 1953: Guccio Gucci, diseñador de moda italiano (n. 1881).
- 1955: José Antonio Remón Cantera, militar, político y presidente panameño entre 1952 y 1955 (n. 1908).
- 1957: Paul Peyerimhoff de Fontenelle, naturalista, botánico, entomólogo y zoólogo francés (n. 1873).
- 1960: Fausto Coppi, ciclista italiano (n. 1919).
- 1963: Jack Carson, actor canadiense (n. 1910).
- 1963: Dick Powell, actor estadounidense (n. 1904).
- 1964: Pío Font y Quer, botánico, farmacéutico y químico español (n. 1888).
- 1965: Jenaro de Urrutia Olaran, pintor español (n. 1893).
- 1967: Ramón Zabalo, futbolista español (n. 1910).
- 1968: Edith Buemann, actriz cinematográfica danesa (n. 1879).
- 1974: Tex Ritter, actor y músico estadounidense (n. 1905).
- 1975: Amanda Labarca, profesora, escritora, feminista, embajadora y política chilena (n. 1886).
- 1982: David Záizar, cantante mexicano (n. 1930).
- 1983: Alba Mujica, actriz argentina (n. 1916).
- 1984: Sebastián Juan Arbó, escritor español (n. 1902).
- 1986: Una Merkel, actriz estadounidense (n. 1903).
- 1987: Ramón Castroviejo, oftalmólogo español (n. 1904).
- 1987: Jean de Gribaldy, ciclista y director deportivo francés (n. 1922).
- 1990: Alan Hale Jr., actor estadounidense (n. 1921).
- 1991: Renato Rascel, actor y cantautor italiano (n. 1912).
- 1995: Mohammed Siyad Barre, presidente somalí (n. 1919).
- 1995: Nancy Kelly, actriz estadounidense (n. 1921).
- 1995: Manuel Rivera Hernández, pintor español (n. 1927).
- 1996: Carlos Blasco de Imaz, político español (n. 1924).
- 1997: Joan Corominas, filólogo español (n. 1905).
- 1999: Margot Cottens, actriz uruguaya (n. 1925).
- 1999: Sebastian Haffner, periodista y escritor alemán (n. 1907).
- 1999: Rolf Liebermann, director de orquesta, director de escena y compositor suizo (n. 1910).
- 2000: Nat Adderley, músico de jazz estadounidense (n. 1933).
- 2000: María de las Mercedes de Borbón y Orleans, condesa de Barcelona y madre del rey Juan Carlos I (n. 1910).
- 2000: Ana María Martínez Sagi, periodista y deportista española (n. 1907).
- 2000: Patrick O'Brian, historiador y novelista británico (n. 1914).
- 2000: Ramiro Better, cantante colombiano (n. 1963).[3]
- 2001: Alison de Vere, directora de animación británica. (n. 1927).
- 2002: Armi Aavikko, cantante finlandesa (n. 1958).
- 2003: José María Mendiola Insausti, escritor español (n. 1929).
- 2007: Elizabeth Fox-Genovese, historiadora estadounidense (n. 1941).
- 2007: Sergio Jiménez, actor y director mexicano (n. 1937).
- 2007: Teddy Kollek, político israelí de origen húngaro (n. 1911).
- 2008: Julio Martínez Prádanos, periodista deportivo chileno (n. 1923).
- 2008: George MacDonald Fraser, novelista británico (n. 1926).
- 2008: Robert C. Schnitzer, actor y productor estadounidense (n. 1906).
- 2011: Anne Francis, actriz estadounidense (n. 1930).[4]
- 2011: Émile Masson, ciclista belga (n. 1915).[5]
- 2011: Pete Postlethwaite, actor británico (n. 1946).[6]
- 2011: Manuel Riu Riu, catedrático, historiador y arqueólogo español (n. 1929).[7]
- 2012: Anatoly Kolesov, luchador ruso, medallista de oro olímpico (n. 1938).
- 2012: Antonio Pérez Arnay, crítico de cine de las Islas Canarias (n. 1959).
- 2012: Larry Reinhardt, guitarrista estadounidense de rock, de las bandas Captain Beyond, Iron Butterfly (n. 1948).
- 2013: Jim Boyd, actor estadounidense (n. 1933).
- 2013: Gerda Lerner, historiadora y escritora estadounidense (n. 1920).
- 2013: Ladislao Mazurkiewicz, futbolista uruguayo (n. 1945).
- 2015: Little Jimmy Dickens, cantante estadounidense (n. 1920).
- 2018: Thomas Spencer Monson, líder religioso estadounidense (n. 1927).
- 2019: Bob Einstein, actor estadounidense (n. 1942).
- 2020: Luis Fernando Orozco, fue un actor colombiano. (n. 1943).
- 2021: Brian Urquhart, diplomático y soldado británico (n. 1919).
- 2022: Richard Leakey, antropólogo, paleontólogo y político keniano (n. 1944).
- 2022: Ana Bejerano, cantante española, integrante del grupo Mocedades (n. 1961).
- 2023: Ken Block, piloto de automovilismo estadounidense (n. 1967).
- 2025: Ágnes Keleti, gimnasta artística y entrenadora húngaroisraelí (n. 1921).

## Celebraciones
- Día Internacional del Policía.[8]

### Por países
(Por orden alfabético)
- Bután: 
  - Nyinlong.

- Colombia: 
  - Inicia el Carnaval de Negros y Blancos.
(2 al 7 de enero).

- Cuba: 
  - Día de la Victoria de las Fuerzas Armadas.

- España:
  - Día de la Toma de Granada.

- Haití: 
  - Día de la Ascendencia. Conmemora a los antepasados y otros seres queridos que murieron luchando por la libertad.
(en francés: Jour des Aieux).

- India: 
  - Mannam Jayanthi.

- Liechtenstein: 
  - Día de Berchtold.

- México: 
  - Día del Policía.

- San Cristóbal y Nieves: 
  - Día de Carnaval.[9]

- Sudáfrica: 
  - Kaapse Klopse (Ciudad del Cabo).

- Suiza: 
  - Berchtoldstag, en los cantones de Berna, Jura, Argovia, Zug y Neuchâtel.

### Santoral católico

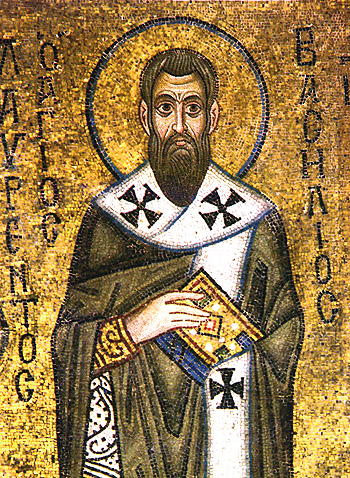
Icono de San Basilio el Grande en la Iglesia de Santa Sofía de Kiev.

- santos Basilio Magno[10](imagen ilustrativa) y Gregorio Nazianceno,[10]obispos y doctores de la Iglesia.
- san Telesforo, papa (c. 136).[10]
- santos Argeo, Narciso y Marcelino de Cori, mártires (s. IV).[10]
- san Teodoro de Marsella, obispo (594).[10]
- san Bladulfo de Bobbio, presbítero y monje (c. 630).[10]
- san Juan Bueno, obispo (c. 660).[10]
- san Vincenciano de Tulle, eremita (672).[10]
- san Mainquino de Luimneach, obispo (s. VII).[10]
- san Adalardo de Corbie, abad (826).[10]
- san Airaldo de Maurienne, obispo (1146).[10]
- san Silvestre de Troina, abad (siglo XII).[10]
- beato Marcolino Amanni, presbítero (1397).[10]
- beata Estefanía Quinzani, virgen (1530).
- beatos Guillermo Repin y Lorenzo Bâtard, presbíteros y mártires (1794).[10]
- beata María Ana Soureau-Blondin, virgen (1890).[10]

### Por países
(Por orden alfabético)
- España:
  - Día de La venida de la Virgen a Zaragoza.